# Hippoglossina mystacium
Hippoglossina mystacium är en fiskart som beskrevs av Ginsburg, 1936. Hippoglossina mystacium ingår i släktet Hippoglossina och familjen Paralichthyidae. Inga underarter finns listade i Catalogue of Life.